# Малая Шишовка (Донецкая область)
Малая Шишовка (укр. Мала Шишівка) — село на Украине, находится в Амвросиевском районе Донецкой области. Находится под контролем самопровозглашенной Донецкой Народной Республики.

## География

#### Соседние населённые пункты по странам света
С: Великая Шишовка
СЗ: Русско-Орловка, Шапошниково, Захарченко
СВ: —
З: Покровка (Амвросиевский район), Степано-Крынка
В: Свистуны
ЮЗ: Новопетровское, Новоклиновка
ЮВ: Сеятель, Великое Мешково, Овощное
Ю: Благодатное, Новоамвросиевское

## Население
Население по переписи 2001 года составляло 142 человека.

## Общая информация
Код КОАТУУ — 1420682005. Почтовый индекс — 87330. Телефонный код — 6259.

## Адрес местного совета
87330, Донецкая область, Амвросиевский район, с. Благодатное, ул.Ленина, 26, 91-1-43